# Puerto de Carrales
El puerto de Carrales es un paso de montaña de la cordillera Cantábrica (España), que comunica los municipios burgaleses de Alfoz de Bricia al S, Valle de Valdebezana al N, y el cántabro de Valderredible al O, en la zona de transición entre la submeseta norte y los montes cantábricos.

## Descripción
Por su divisoria etá establecido el límite norte del parque natural de Hoces del Alto Ebro y Rudrón.
Forma el eje de la llamada "falla de Carrales" y su terreno está quebrado por mesetas calizas en las que predominan los materiales del cretácico, margas, areniscas y arcillas del Cuaternario.
Sometido a un clima de transición entre el mediterráneo y el oceánico, la vegetación predominante en el mediodía es el brezal y los robles melojos, mientras que la umbría del pico de Los Covachos, a poniente del puerto, alberga un extenso hayedo.
Es un punto estratégico inmemorial del paso de la meseta a la costa y está dominado por el pico del Castro, llamado así por encontrarse en él un castro de la Edad del Hierro.